# Basar

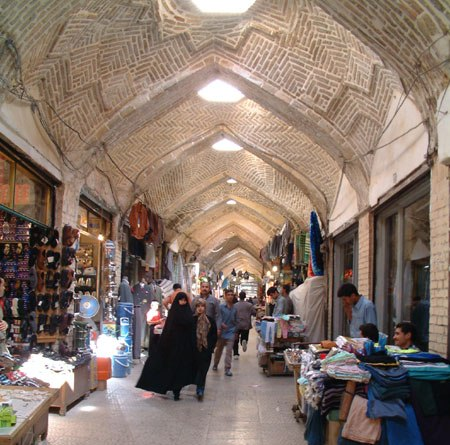
Un dels rasteh, o carrers principals, del basar de Zanjan, a l'Iran.

Un basar (pres modernament del persa بازار, bāzār, potser a través del francès bazar) és un mercat o un conjunt de magatzems on es poden comprar i vendre béns i serveis propi dels països de l'àmbit persa, hindú i islàmic (al Màgrib també se l'anomena suq o, transcrit a la francesa, souk). Per extensió, en català el terme defineix una botiga gran en què es venen tota mena d'articles. El mot va ser transmès a partir de l'antiga Pèrsia cap als països àrabs, Turquia i Europa fins a l'Índia i la Xina, degut als intercanvis comercials presents des de l'antiguitat.
En general el basar és constituït per carrers i avingudes coberts, amb tot de botigues a banda i banda que proposen tant productes alimentaris (en especial moltes menes d'espècies, que escampen aromes pels carrerons) com roba, joies, parament, etc.; també s'hi troben tallers artesanals i a vegades fins i tot habitatges. Les parades solen estar agrupades segons els serveis o els productes que ofereixen i, quasi sempre, els preus no són fixes i es deixa camp lliure al regateig.

## Orígens

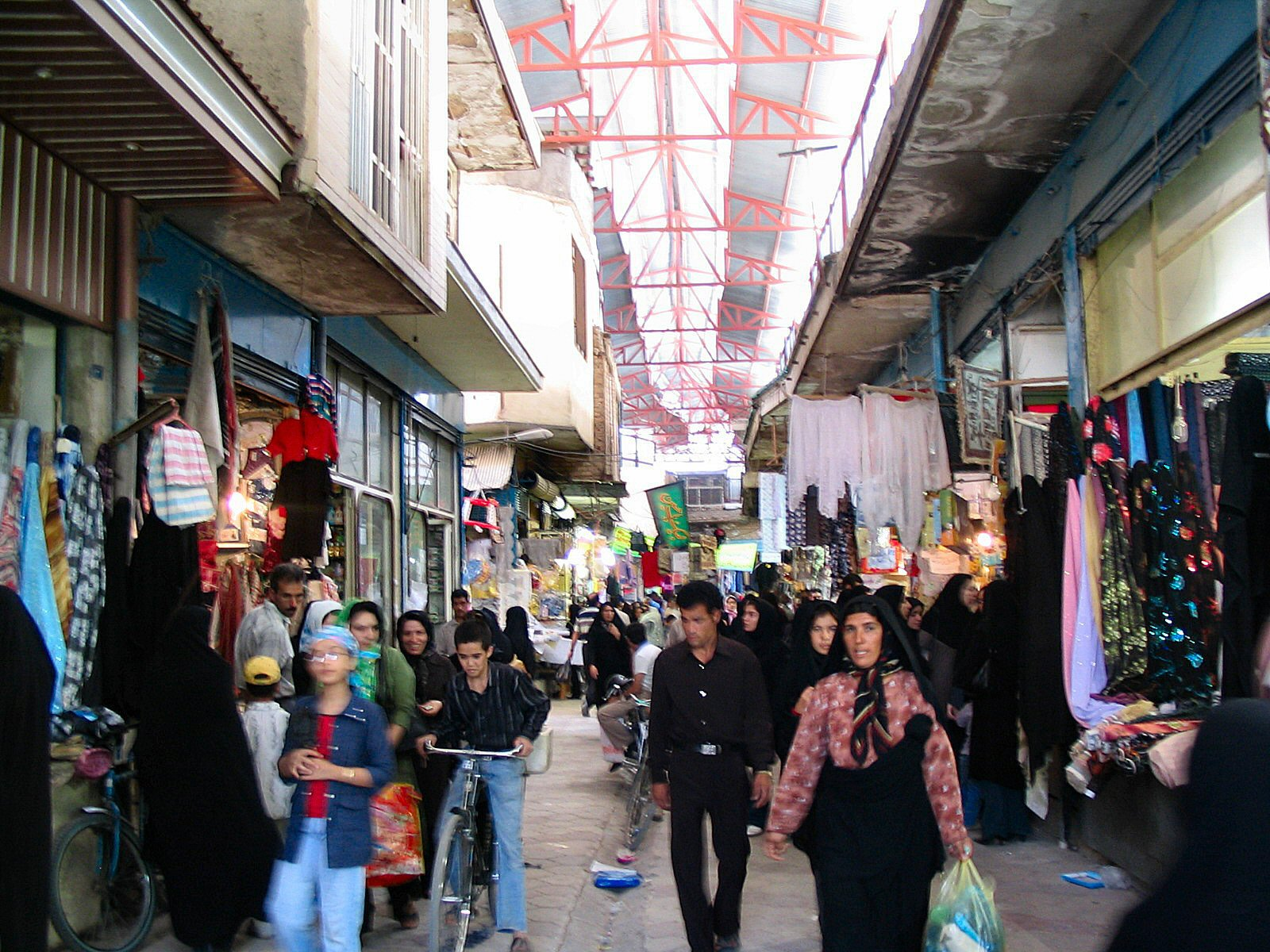
El basar de Borujerd (Iran).

Els arqueòlegs han trobat restes de basars a diversos llocs de l'Iran: a prop de Kermansah (9000 aC), a Teppe Sialk i a Teppe Hasanlu (6000 aC), a Shahr-e Sokhteh (3000 aC) i a Susa (a partir del 4000 aC). El procés d'urbanització, que es va produir a l'Iran a partir del IV mil·lenni abans de la nostra era, permeté el creixement econòmic i l'augment dels intercanvis, fins i tot amb llocs molt allunyats.
Els plànols de Shahr-e Sokhteh («la ciutat cremada») proven que la ciutat estava dividida en diverses zones i que una d'elles estava reservada al comerç. A l'època de la dinastia Aquemènida (550 aC - 330 aC), Xenofont explicava que els artesans estaven repartits en categories i el basar era una part diferenciada de la ciutat.
Durant l'Imperi Part (249 aC - 231 dC), l'economia de l'Iran estava basada en l'agricultura i el comerç. En aquesta època és quan foren construïts els primers caravanserralls sobre les rutes comercials, que relligaven la Xina amb Roma. Els basars estaven situats, en canvi, al centre de les ciutats.

## Estructura i organització del basar iranià
El basar urbà és històricament el cor de la ciutat iraniana. A les ciutats petites pot constituir tan sols un carreró, però a les ciutats més grans, com Teheran, Ispahan, Tabriz, Mashad i Siraz, es tracta d'un laberint de carrers amb centenars de negocis, magatzems, restaurants, banys, mesquites, escoles i jardins; en un cantó hi ha les botigues de roba i llenceria, en un altre els comerços i obradors de catifes, i encara en un altre els artesans que treballen el coure o d'altres metalls, el cotó o la llana,...

### Organització interna

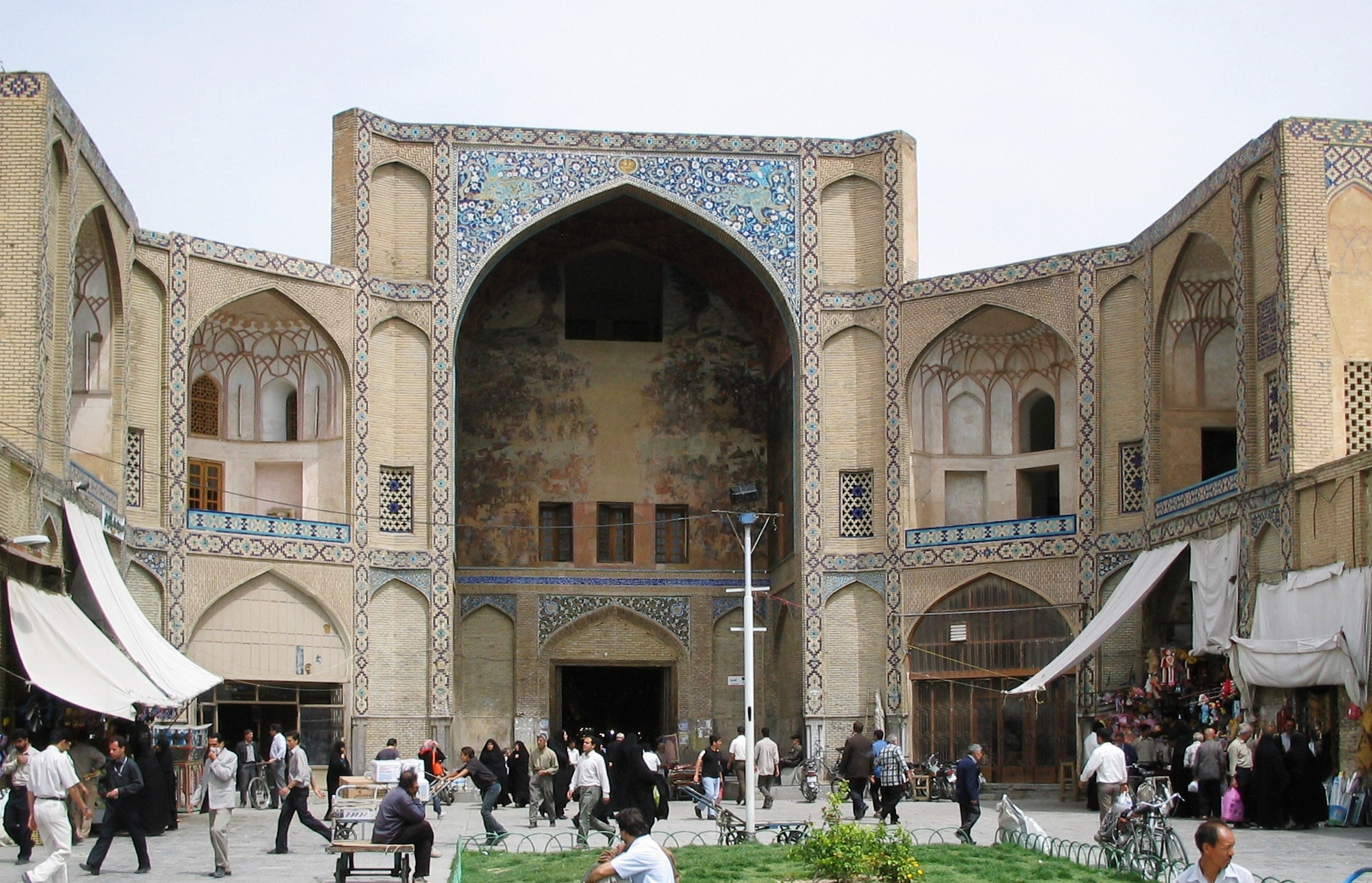
Entrada monumental del gran basar d'Esfahan.

Tots els venedors d'un basar estan organitzats segons els productes que venen, i s'agrupen en un barri del basar, anomenat senf en persa.
L'organització dels barris respon a diversos factors: 
- L'atractivitat del producte: els productes més artístics se situen als indrets més «turístics», els que atrauen més gent, a prop dels extrems del basar, per exemple.
- La seguretat del senf: els comerciants d'or i de pedres precioses s'ubiquen generalment a prop de les mesquites, al bell mig del basar.
- La compatibilitat dels comerços: els productes més similars se situen en zones veïnes, per exemple les espècies al costat dels cereals.
- La incompatibilitat dels productes: al revés del criteri precedent, les famílies de productes menys compatibles se separen tant com es pot, als extrems del basar.

Els avantatges d'aquesta organització en barris també són diversos. L'organització interna del basar permet: 
- Controlar la creació de nous comerços.
- Verificar la qualitat dels productes abans de comprar.
- Mantenir el basar net, ja que cada senf té el seu propi equip de neteja.

També existeix una jerarquia dins de cada senf, amb un cap, generalment elegit, anomenat kadkhoda. També hi ha l'ofici del mohtaseb, que és el responsable de la neteja, del soroll, de la circulació de persones i animals. A més, el mohtaseb (que va donar lloc al mostassaf dels mercats catalans) recorre el basar per recordar als venedors que han de ser honrats i per informar-se de les possibles queixes que hagin pogut presentar els clients.

### Carrers principals (rasteh)

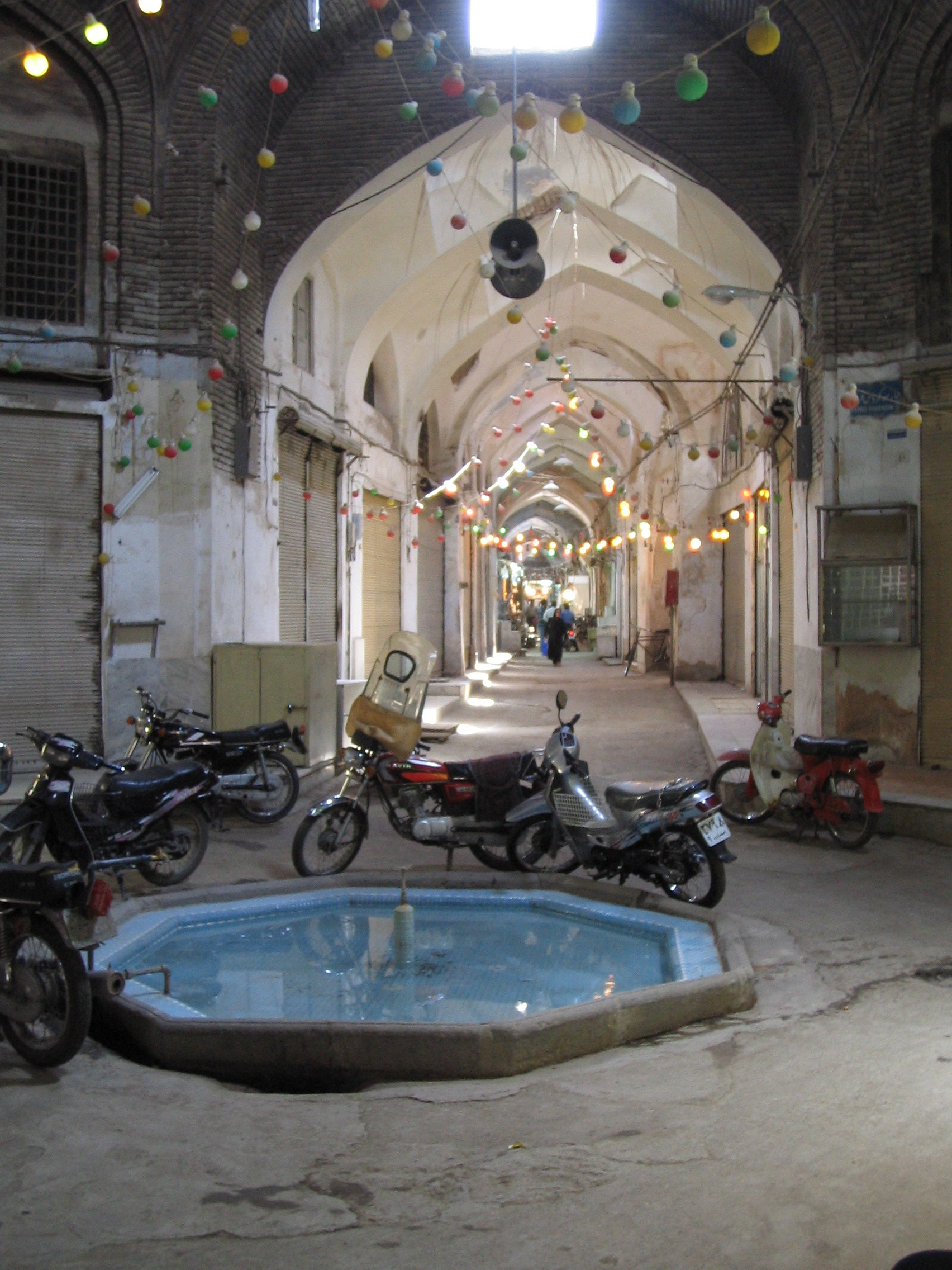
Un chāhārsuq o cruïlla al basar d'Esfahan.

El primer sistema de desplaçament dins del basar és un eix de circulació central, anomenat rasteh, generalment cobert en tot el seu recorregut, i envoltat de magatzems i obradors a banda i banda. De tant en tant, s'hi troba alguna entrada amb una arcada, per accedir als caravanseralls, a les madrasses, als banys públics, a les mesquites o a altres magatzems.
La intersecció de dos rasteh s'anomena chāhārsuq. En un gran basar hi ha molts rasteh, tota una xarxa, mentre que a les ciutats més petites el basar es compon d'un sol rasteh. El nombre i la disposició espacial dels carrers depèn del desenvolupament que hagi tingut l'activitat comercial a cada ciutat, i la seva organització sol ser irregular, en funció del desenvolupament històric del basar. Els rasteh secundaris serveixen de basar d'una mena concreta de producte, com el calçat o l'artisania en fusta, per exemple.
Els rasteh perifèrics també serveixen per connectar el basar als barris residencials que l'envolten, de manera que el basar queda connectat a tota la ciutat.

### Serrall i caravanserrall

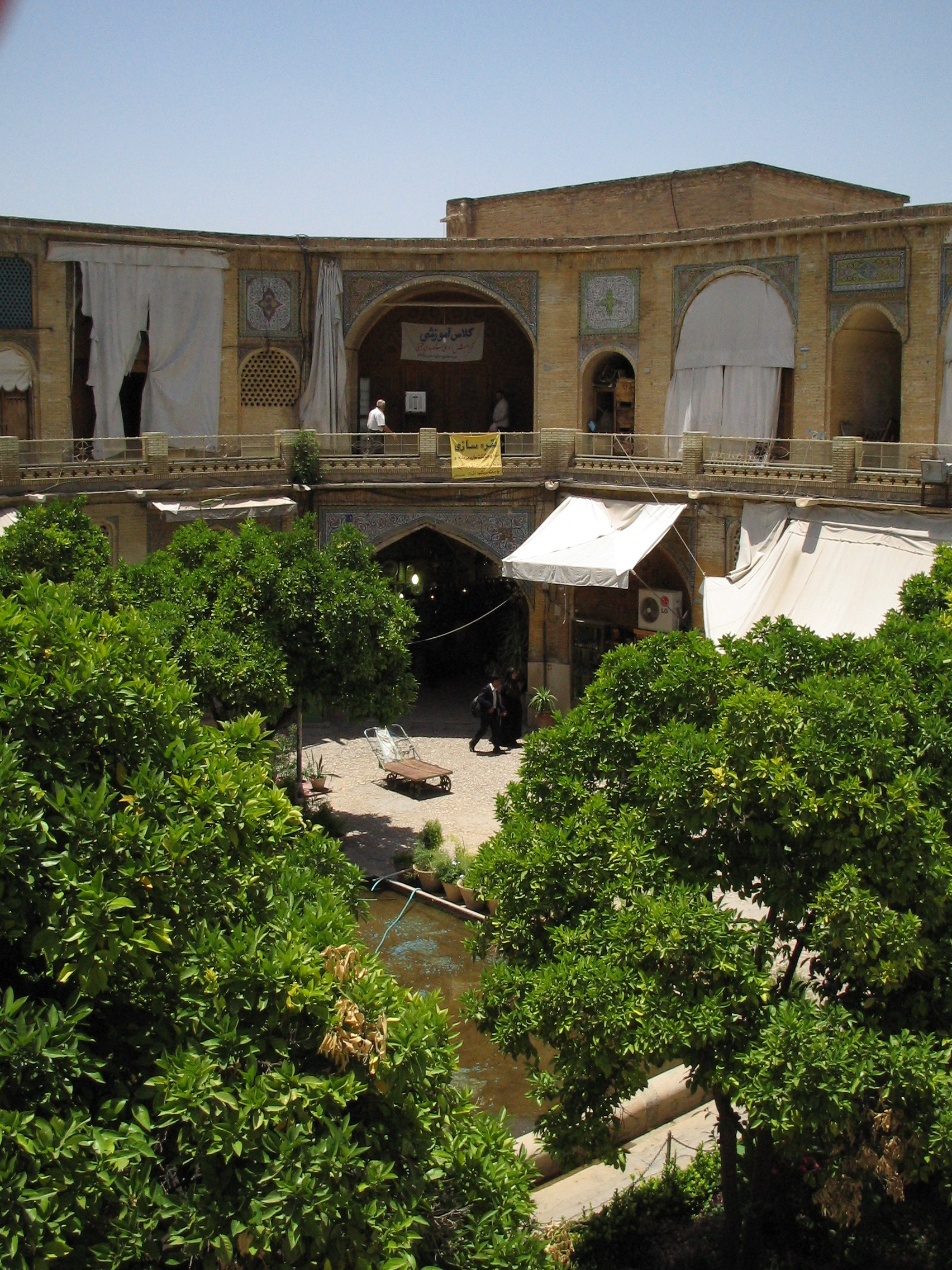
Un serall o kan al cor del basar Vakil de Chiraz.

La paraula serrall ve del persa sarai, que vol dir «casa». El caravanserrall i el serrall són semblants, però cal explicar-ne les diferències.
- El caravanserrall és considerat una de les parts més importants del basar. És un hotel per a les caravanes i per als viatgers individuals, que ofereix la possibilitat d'emmagatzemar les mercaderies que hom porta per vendre a l'engròs als comerciants detallistes locals, una mena de zona de transició entre la ciutat i l'exterior.[6] En general, se situen a prop del rasteh principal del basar, o fins i tot en un chāhārsuq o cruïlla. Alguns d'aquests edificis tenen un o dos pisos superiors, i s'hi reserva la planta baixa als magatzems i als estables, mentre que els allotjaments són a la part de dalt.
- El serrall, que sol ser més petit, és un complex de botigues que venen una gamma determinada de productes al voltant d'un pati descobert on, sovint, hi ha un jardí o un estany. El serall es comunica directament amb el rasteh a través d'un carreró estret anomenat dehliz o dalan, envoltat de botigues sovint del mateix sector que les del serall. Les botigues tenen un obrador al pis de dalt.

Tant els serralls com els carravanserralls queden tancats a la nit per seguretat.

### Magatzems coberts (timcheh)
El timcheh és un complex comercial molt semblant al serall, tot i que generalment més petit i sovint sota sostre. Són petits basars per a productes especials, com ara tapissos, antiguitats...

### Magatzems i obradors (hojreh)

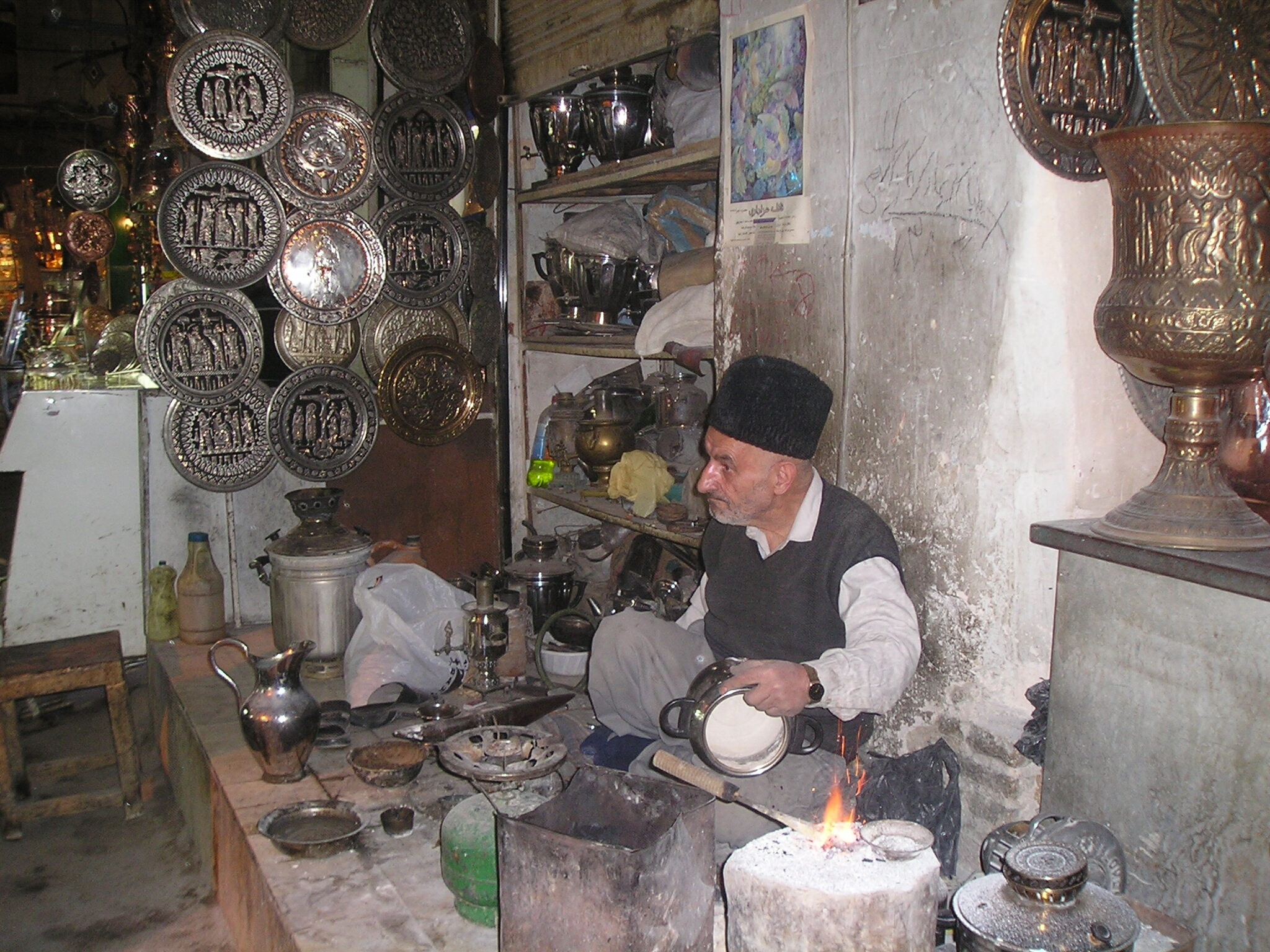
Obrador on es treballa el llautó al Gran Basar d'Esfahan.

Les botigues i els obradors, anomenats hojreh, són més senzills i petits que els timcheh, però constitueixen l'element més important d'un basar. Es distribueixen a banda i banda de tots els rasteh i dels carrerons secundaris. Solen tenir una superfície ben escassa, entre 10 i 25 m². Als grans basars, els magatzems solen tenir un pis superior, mentre que als basars més petits només hi ha la planta baixa. A la planta baixa s'hi desenvolupa l'activitat comercial de cara al públic, mentre al pis superior s'hi emmagatzemen les mercaderies o bé hi ha un obrador.
Sol haver-hi una relació molt significativa entre la manera com està organitzat el hojreh i com s'ubica dins del basar, i els productes que s'hi ofereixen. A les zones del basar on es venen productes alimentaris, per exemple, l'accés del client és d'allò més fàcil, de manera que pugui entrar amb tota comoditat a valorar les mercaderies. En canvi, en altres parts del basar on el més important és la seguretat, com ara on es venen joies, les botigues es mantenen una mica més a recer del carrer. D'altra banda, cada magatzem té un valor que depèn de la seva proximitat a la via principal del basar, de manera que, com més a prop és situat del rasteh principal, més car es paga.

## Importància del basar a la societat iraniana contemporània

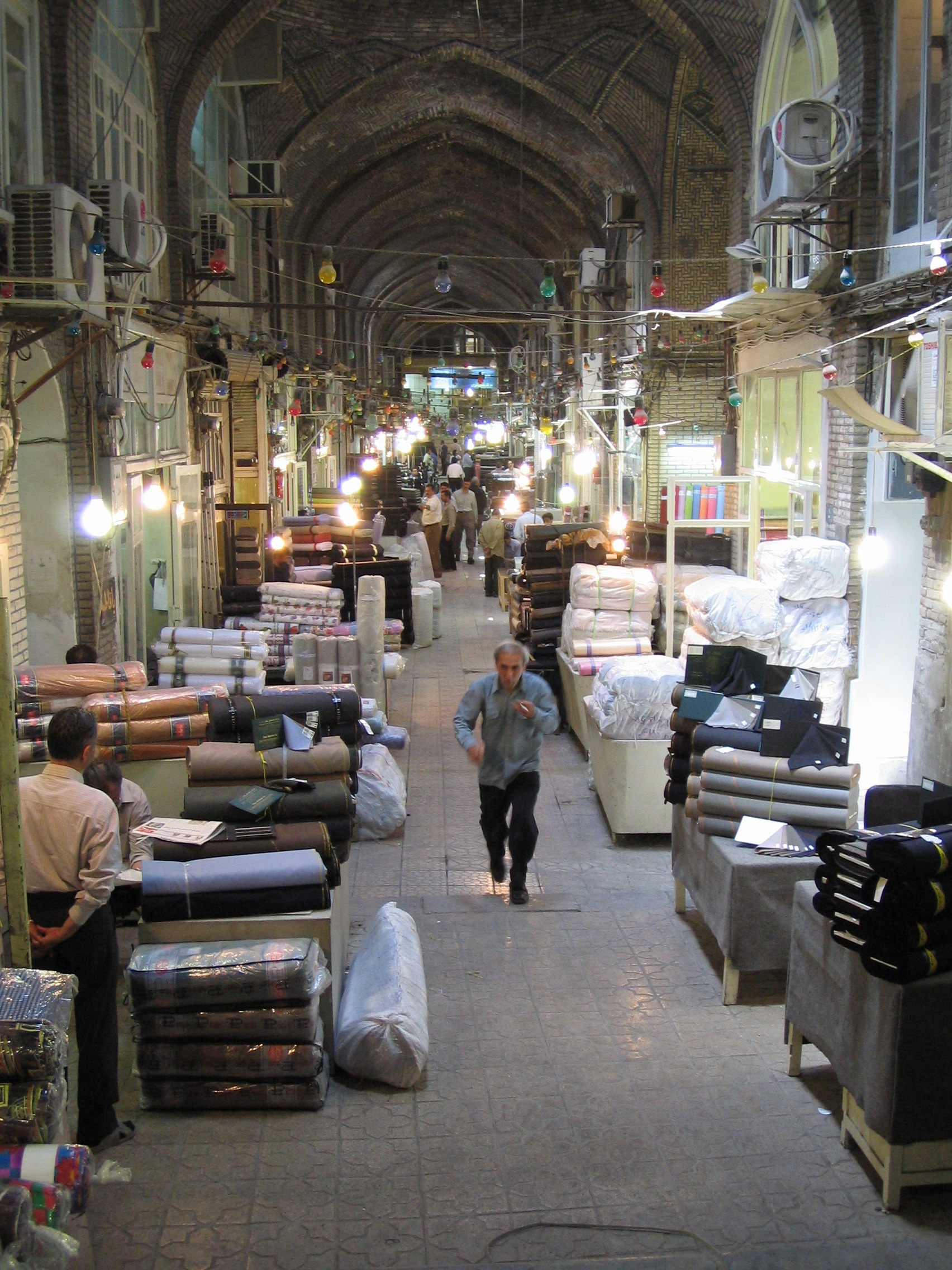
Un dels carrers dedicats als teixits al gran basar de Teheran.

El basar, tota una institució econòmica, política i social molt important a l'Iran, si més no des de l'època de la dinastia Qajar (1794 - 1925), ha estat la principal força opositora contra la classe política governant durant la major part del segle xx.
Els Pahlavi consideraven que el basar era un fre per a les seves pretensions de modernitzar la societat iraniana, i van mirar de posar en pràctica polítiques tendents a limitar la seva importància. Eren perfectament conscients que l'aliança dels artesans i comerciants del basar amb el clergat xiïta representava una amenaça seriosa per al govern reial, tal com havia passat el 1890, i després durant la Revolució constitucional de l'Iran de 1905 - 1907. Segons alguns autors, fou l'amenaça d'una altra aliança com aquesta el 1923 - 1924 el que hauria convençut Reza Pahlavi de no proclamar una república com havia fet Atatürk a Turquia, i sí, en canvi, fundar una nova dinastia reial, que fou la seva.
Reza Pahlavi s'adonava del poder potencial del basar, i, aparentment, estava decidit a controlar-lo. Així com el seu programa de laïcització havia afectat el clergat de forma contrària a com esperava, la major part de les seves reformes econòmiques van perjudicar el basar. En conseqüència, el basar va esdevenir un cau d'oposició als Pahlavi. L'any 1978, el basar va liderar les vagues que van paralitzar alguns sectors de l'economia iraniana i que van donar suport a les activitats polítiques del clergat xiïta. L'aliança tan temuda dels clergues amb el basar tornava a estar a punt de tenir un paper important en el canvi polític a l'Iran.
La Revolució islàmica encara ha estat més prudent amb el basar que els mateixos Pahlavi. Moltes mesures de política econòmica adoptades en la primera època pel govern de la República Islàmica van beneficiar el basar, però la complexitat de la gestió d'una economia afectada per la guerra Iran-Iraq va obligar el govern a adoptar algunes altres mesures que es van trobar amb l'oposició del basar i que van arribar a provocar que es creessin dues faccions contràries dins de l'elit política.

## Alguns basars famosos d'arreu del món
- Khan al-Khalili del Caire
- Gran basar de Teheran
- Basar de Tabriz
- Basar d'Esfahan
- Gran basar d'Istanbul
- Chandni Chowk de Delhi
- Basar d'Anarkali de Lahore
- Suq al-hamdín de Damasc